# Gagaúzos
Los gagaúzos (en gagauzo: gagauzlar; en rumano: găgăuzi; en ruso: Гагаузы), también llamados gagaúces y en singular gagaúz, son un pequeño grupo étnico túrquico que vive principalmente en el sur de Moldavia (Gagaúzia), suroeste de Ucrania (Budzhak) y el noreste de Bulgaria (Dobruja). A diferencia de otros pueblos túrquicos, los gagaúzos son en su mayoría cristianos ortodoxos.

## Etnónimo
Gagaúz es la forma singular y plural más aceptada del nombre, y algunas referencias usan gagauzy del ucraniano o gagauzi. Rara vez aparecen otras variaciones, incluidos gagaúces y gagaucianos.

Antes de la Revolución rusa, se los conocía comúnmente como "búlgaros de habla turca". Los colonos agrícolas gagaúzos en Uzbekistán se llamaron a sí mismos Eski Bulgars (que significa viejos búlgaros) en la década de 1930. Según Astrid Menz:
Trabajos etnográficos más antiguos como Pees (1894) y Jireček (1891), ambos sobre los gagaúzos en Bulgaria, mencionan que solo sus vecinos usaban el etnónimo gagaúz, en parte como un insulto. Los mismos gagaúzos no usaron esta autodesignación; de hecho, lo consideraron ofensivo. Tanto Pees como Jireček mencionan que los gagaúz en Bulgaria tendían a registrarse como griegos debido a su religión (claramente un resultado del sistema de millet otomano) o como búlgaros debido al nuevo concepto emergente de nacionalismo. Según los informantes de Pees de Moldavia, los gagaúz se llamaban a sí mismos Hristiyan-Bulgar (bulgar cristianos), y gagaúz se usaba solo como un apodo (Pees 1894, p. 90). La etimología del etnónimo gagaúzo es tan confusa como su historia. Como se señaló anteriormente, no se mencionan, al menos no con ese nombre, en ninguna fuente histórica antes de su inmigración a Besarabia. Por lo tanto, no tenemos versiones anteriores de este etnónimo. Esto, combinado con el informe de que los gagaúzos se sienten ofendidos cuando se le llama por este nombre, hace que la etimología sea algo dudosa.

## Distribución geográfica
Actualmente los gagaúzos que no viven en Moldavia, lo hacen principalmente en las regiones ucranianas de Odesa y Zaporizhia, como también en Kazajistán, Kirguistán, Uzbekistán, Rumania y la república autónoma rusa de Kabardino-Balkaria. Unos 20.000 descendientes de gagaúzos viven en Bulgaria y Grecia, y se estima que más de 2000 viven en Estados Unidos, Brasil y Canadá. La mayoría de los inmigrantes gagaúzos en Estados Unidos son cristianos evangélicos, que dejaron Moldavia en calidad de refugiados, pues fueron perseguidos por el gobierno comunista de la Unión Soviética.

### Gagaúzos ucranianos

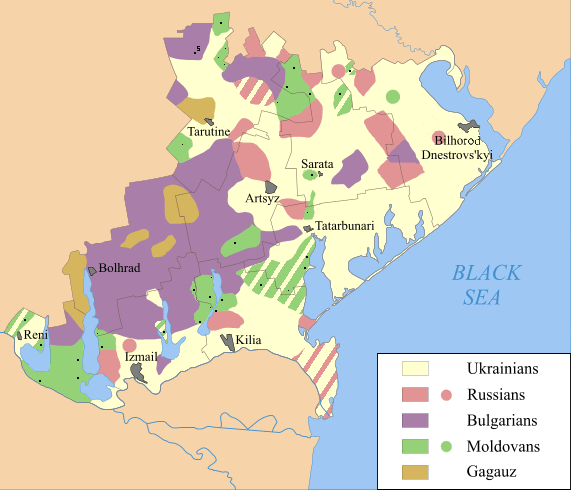
Mapa étnico de Budjak (Ucrania), con marrón marcadas las zonas de mayoría gagaúz.

Desde 1991, el pueblo gagaúz se convirtió en una nación transfronteriza ubicada en Budyak, y dividida entre la República de Moldavia y Ucrania. En Ucrania, la gente gagaúz vive principalmente cerca de las comunidades de búlgaros de Besarabia alrededor de la ciudad de Bolhrad. Según un censo ucraniano reciente, la población de Gagaúzia cuenta con 31 923 personas, de las cuales 27 617 (86,5 %) viven en el óblast de Odesa (área de Budjak). Las principales localidades con mayoría gagaúza son: Dmytrivka, Oleksandrivka, Kotlovyna, Vynohradivka o Stari Troyany.

## Historia

### Orígenes
El origen de los gagaúzos es desconocido. A principios del siglo XX, un historiador búlgaro contó 19 teorías diferentes sobre su origen. Unas décadas más tarde, el etnólogo gagaúzo M. N. Guboglo aumenta el número a 21. En algunas de esas teorías, el pueblo gagaúzo se presenta como descendiente de los pechenegos, los cumanos-kipchaks o un clan de turcos selyúcidas o una mezcla de todos. El hecho de que su confesión sea el cristianismo ortodoxo oriental puede sugerir que sus antepasados ya vivían en los Balcanes antes de la conquista otomana a fines del siglo XIV.
Hipótesis de Anatolia
Según la narración de Oghuzname del siglo XV, en 1261 el derviche turcomano Sari Saltuk acompañó a un grupo de turcomanos a Dobruja, donde fueron asentados por el emperador bizantino Miguel VIII para proteger la frontera norte del imperio. Sin embargo, Dobruja fue ocupada por los tártaros en el mismo período. La misma fuente lo ubica en Crimea después de 1265, entre los turcomanos trasladados allí por Berke Khan (kan de la Horda de Oro), y después de 1280 lo menciona conduciendo a los nómadas de regreso a Dobruja. Después de la muerte de Sari Saltik, parte de los turcomanos regresaron a Anatolia y se convirtieron en los antepasados de los karamanlides, mientras que otros permanecieron y se convirtieron en cristianos, convirtiéndose en los antepasados del pueblo gagaúzo. El nombre gagaúzo puede ser una reminiscencia del nombre Kaikaus II.
Hipótesis de la estepa
La hipótesis de la estepa sugiere que los gagaúzos pueden ser descendientes de otras tribus nómadas túrquicas además de los selyúcidas: protobúlgaros y cumanos-kipchacos de las estepas euroasiáticas. En el siglo XIX, antes de su migración a Besarabia, los gagaúces de los territorios búlgaros del Imperio otomano se consideraban búlgaros. La investigación etnológica sugiere que "gagaúzo" era una distinción lingüística y no étnica. Los gagaúces en ese momento se llamaban a sí mismos "Hasli Bulgar" (verdaderos búlgaros) o "Eski Bulgar" (búlgaros antiguos) y consideraban que el término gagaúzo era degradante. Los gagaúzos llamaron a su idioma "turco" y afirmaron descender de los búlgaros de habla turca que en el siglo VII establecieron el Primer Imperio búlgaro en el Danubio. De hecho, un apellido gagaúzo moderno es Qipcakli.
El censo del Imperio Ruso de 1897 no distinguió a los gagaúzos como un grupo específico, pero informó la existencia de 55.790 hablantes nativos de un "idioma turco" (presumiblemente el idioma gagaúzo) en la gobernación de Besarabia.

### Historia Contemporánea

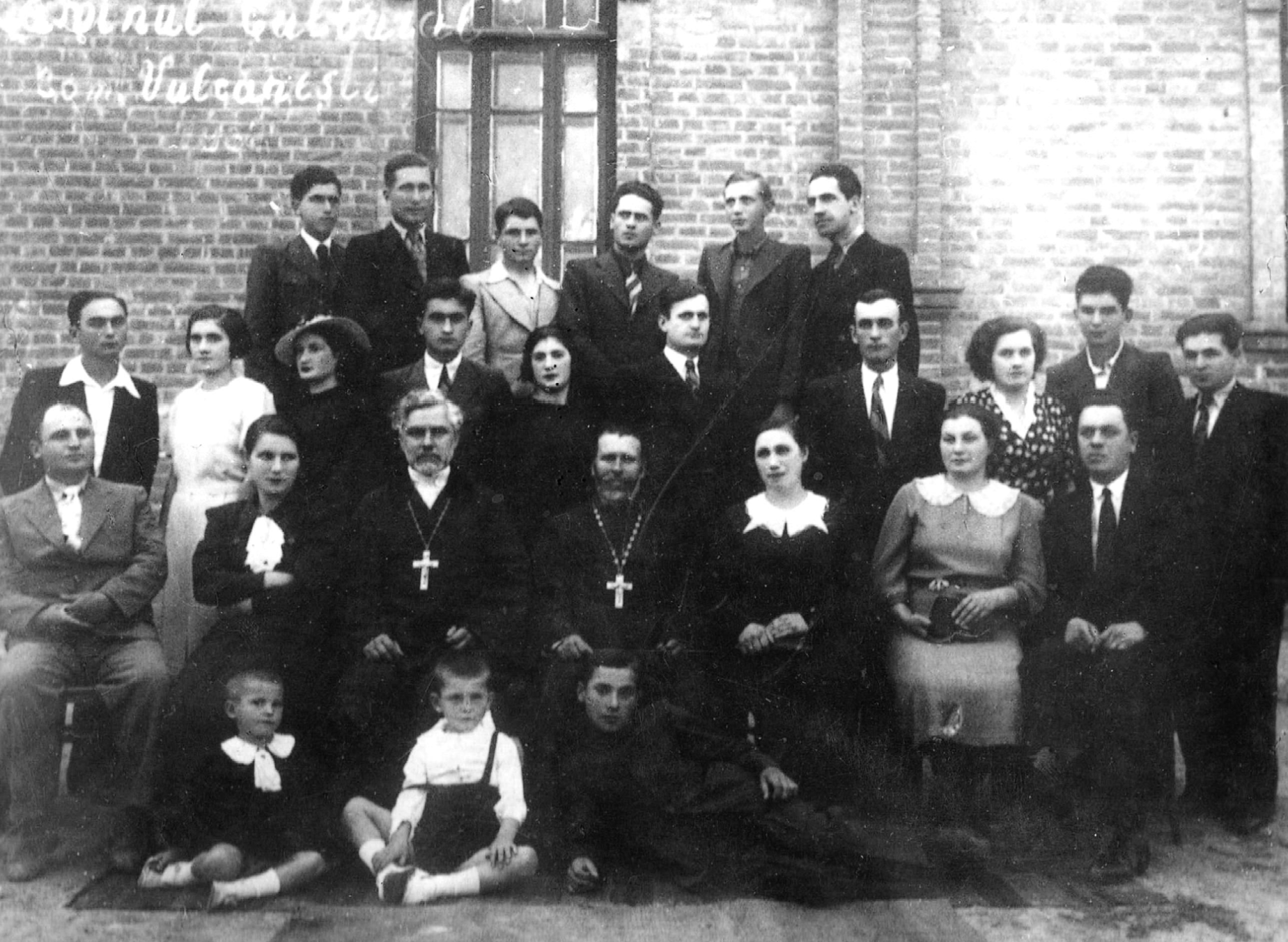
Reunión de intelectuales gagaúzos y autoridades rumanas en el centro cultural de Vulcănești (1939)

Entre 1820 y 1846, el Imperio ruso asignó tierras a los gagaúzos y les dio incentivos financieros para establecerse en Besarabia en los asentamientos desocupados por las tribus nogayas. Se establecieron en Besarabia junto con los búlgaros de Besarabia, principalmente en Avdarma, Comrat (o Komrat), Congaz (Kongaz), Tomai, Cișmichioi y otras antiguas aldeas de nogayos ubicadas en la región central de Budzhak. Originalmente, los gagaúzos también se asentaron en varias aldeas pertenecientes a boyardos en todo el sur de Besarabia y el Principado de Moldavia, pero pronto se mudaron para unirse a sus parientes en Bugeac. Hasta 1869, los gagaúzos en Besarabia fueron descritos como búlgaros. Durante el dominio rumano del extremo sur de Besarabia (1856-1878), apoyaron las escuelas búlgaras en sus asentamientos y participaron en el movimiento nacional búlgaro. Por lo tanto, algunos etnólogos (Karel Škorpil, Gavril Zanetov, Benyo Tsonev) afirman el origen búlgaro de los gagaúzos.
En la década de 1860, algunos gagaúzos se reasentaron en las cercanías de Berdiansk en la costa del Mar de Azov y en 1908-1914 en Asia Central.
Con la excepción de una independencia de seis días en el invierno de 1906, cuando un levantamiento campesino declaró la República de Comrat, el pueblo gagaúzos ha sido gobernado principalmente por el Imperio ruso, Rumania, la Unión Soviética y Moldavia.
La ola de reformas agrarias de Stolypin llevó a algunos gagaúzos a Kazajistán entre 1912 y 1914, y más tarde otro grupo se estableció en Uzbekistán durante los muy turbulentos años de la colectivización inicial. Para no perder sus derechos civiles, se autodenominaron búlgaros en la década de 1930; los gagaúzos del pueblo de Mayslerge en el distrito de Taskent conservan esa designación hasta el día de hoy.
En 1970, la población total de gagaúzos alcanzó los 156.600 en la URSS (26.400 de ellos vivían en la RSS de Ucrania y 125.000 en la RSS de Moldavia). En 1979, unos 173.000 gagaúces vivían en la URSS.
El nacionalismo gagaúzo siguió siendo un movimiento intelectual durante la década de 1980, pero se fortaleció a fines de la década cuando tanto las élites como los grupos de oposición en la Unión Soviética comenzaron a adoptar ideales nacionalistas. En 1988, activistas de la intelectualidad local se alinearon con otras minorías étnicas para crear el movimiento conocido como Pueblo Gagaúzo (en gagauzo: Gagauz halkı). Un año después, "Pueblo Gagaúzo" celebró su primera asamblea que aceptó la resolución de crear un territorio autónomo en el sur de la RSS de Moldavia, con Comrat designada como capital. El movimiento nacionalista gagaúzo aumentó en popularidad cuando el (rumano) fue aceptado como idioma oficial de la República de Moldavia en agosto de 1989.

#### Nacionalismo gagaúzo y República de Moldavia
En agosto de 1990, Comrat se declaró república autónoma, pero el gobierno moldavo anuló la declaración por inconstitucional. Los gagaúzos también estaban preocupados por las implicaciones para ellos si Moldavia se reunificara con Rumania, como parecía cada vez más probable. El apoyo a la Unión Soviética se mantuvo alto, con un referéndum local en marzo de 1991 que arrojó un voto "sí" casi unánime para permanecer en la URSS; los rumanos en Gagaúzia, sin embargo, boicotearon el referéndum. Muchos gagaúzos apoyaron el intento de golpe de Moscú, lo que tensó aún más las relaciones con Chisináu. Sin embargo, cuando el parlamento moldavo votó sobre la independencia de Moldavia, seis de los doce diputados gagaúzos votaron a favor.
Los gagaúces se declararon independientes como la república de Gagaúzia el 19 de agosto de 1991, el día del intento de golpe de Estado en Moscú, seguida de Transnistria en septiembre. En febrero de 1994, el presidente Mircea Snegur, opuesto a la independencia gagaúza, prometió una región autónoma de Gagaúzia. Snegur también se opuso a la sugerencia de que Moldavia se convirtiera en un estado federal compuesto por tres "repúblicas": Moldavia, Gagaúzia y Transnistria. En 1994, el parlamento moldavo otorgó al "pueblo de Gagaúzia" el derecho a la "autodeterminación externa" en caso de que cambiara el estatus del país. Esto significa que en el caso de que Moldavia decidiera unirse a otro país (Rumania), los gagaúzos tendrían derecho a decidir si permanecer o no como parte del nuevo estado mediante un referéndum de autodeterminación.
Como resultado de un referéndum para determinar las fronteras de Gagaúzia, treinta asentamientos (tres ciudades y veintisiete aldeas) expresaron su deseo de ser incluidos en la Unidad Territorial Autónoma de Gagaúzia. En 1995, George Tabunshik fue elegido para servir como gobernador (bashkan) de Gagaúzia por un período de cuatro años, al igual que los diputados del parlamento local, "La Asamblea Popular" (Halk Topluşu) y su presidente Peter Pashali.

## Idioma
El idioma gagaúzo pertenece a la rama oğuz de los idiomas túrquicos, que también incluye el azerí, el turco y el idioma turcomano. El idioma gagaúzo está muy relacionado con los dialectos turcos de los Balcanes que se hablan en Grecia, el noreste de Bulgaria, y en las zonas de Kumanovo y Bitola en Macedonia del Norte. Los idiomas túrquicos de los Balcanes, incluido el gagaúzo, son un caso interesante desde un punto de vista tipológico, porque se encuentran muy relacionados con el turco y a la vez contienen elementos túrquicos del norte (tártaros o cumanos) además de importantes elementos túrquicos del sur (Oghuz) (Pokrovskaya, 1964). El idioma gagaúzo moderno posee dos dialectos: el central y el sureño  (Pokrovskaya, 1964; Gordon, 2005).

## Genética

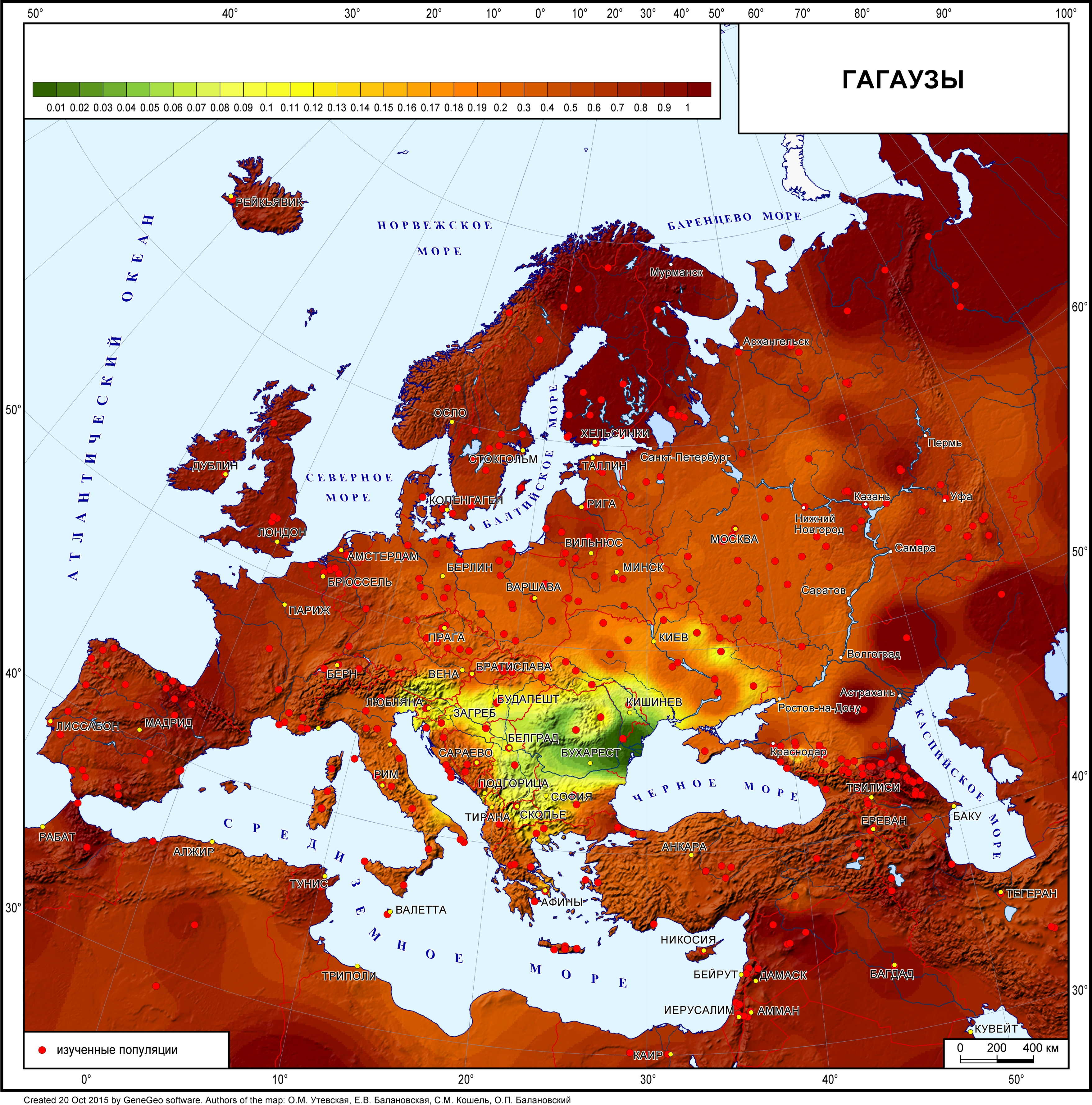
Paisaje genético del pueblo gagauz según haplogrupos del cromosoma Y

En las comparaciones de población, se encontró que los gagaúzos estaban más estrechamente relacionados genéticamente con los grupos vecinos del sudeste europeo que con las poblaciones anatolias relacionadas lingüísticamente. Aparecieron distinciones más considerables en la distribución de los componentes del cromosoma Y entre los gagaúzos y otros pueblos turcos.
La similitud con las poblaciones vecinas puede deberse a la falta de barreras sociales entre las poblaciones locales y turco-ortodoxas de la península de los Balcanes. Otra posibilidad es el cambio de idioma de acuerdo con el modelo de minoría dominante, es decir, la turquificación.
Los gagaúzos pertenecen a los haplogrupos Y-DNA I2a (23,6%), R1a (19,1%), G (13,5%), R1b (12,4%), E1b1b1a1 (11,1%), J2 (5,6%) y haplogrupo N (2,2%). Finalmente, el análisis filogenético del ADN-Y ubicación a los gagaúzos más próximos a los búlgaros, macedonios, rumanos, serbios y otras poblaciones balcánicas, lo que resulta en una gran distancia genética del pueblo turco y otros pueblos turcos. Los análisis se muestran que los idiomas pertenecen a las poblaciones de los Balcanes, lo que sugiere que la lengua gagaúza representa un caso de sustitución lingüística en el sureste de Europa. Según un análisis autosómico más detallado de miles de SNP, no solo del cromosoma sexual, los gagaúzos son los más próximos a los macedonios étnicos, seguidos por los macedonios griegos, además de Salónica, y otros como los búlgaros, rumanos y montenegrinos.
Después de una comparación genética entre las poblaciones de los Balcanes, Anatolia y Asia Central, los resultados muestran que los gagaúzos son parte del grupo genético de los Balcanes.

## Cultura

### Modos de vida
La economía tradicional se centró en la cría de animales (en particular, la cría de ovejas) y la agricultura que combinaba cereales y horticultura con la viticultura. Incluso en el pasado reciente, a pesar de la similitud cultural de los gagaúces con los búlgaros de Besarabia, había diferencias importantes entre ellos: los búlgaros eran campesinos; aunque los gagaúzos también cultivaban, tenían una perspectiva esencialmente pastoril.

### Religión
La gran mayoría de gagaúzos son cristianos ortodoxos orientales. En Turquía, los gagaúzos musulmanes se llaman gajales.

### Vestimenta
Hacia finales del siglo XIX, cuando hacía buen tiempo, el traje de mujer gagaúza consistía en una camisa de lona, un vestido sin mangas, una bata y un gran pañuelo negro. En invierno, se pusieron un vestido con mangas, una chaqueta de tela y un abrigo de piel sin mangas. Las características requeridas de la vestimenta femenina eran aretes, pulseras, cuentas y, entre los gagaúzos ricos, un collar de monedas de oro. "Tantas de sus decoraciones están colgadas", escribió un investigador prerrevolucionario, "que cubren todo el pecho hasta la cintura".
La vestimenta masculina tradicional incluía una camisa, pantalones de tela, una faja o cinturón rojo ancho y un sombrero. El gorro de invierno estaba hecho de lana de oveja caracul. El traje de pastor era la camisa habitual combinada con pantalones de piel de oveja con la lana vuelta, un abrigo de piel sin mangas y una chaqueta corta de piel de oveja, esta última a veces decorada con costuras rojas sobre verde.

### Cocina

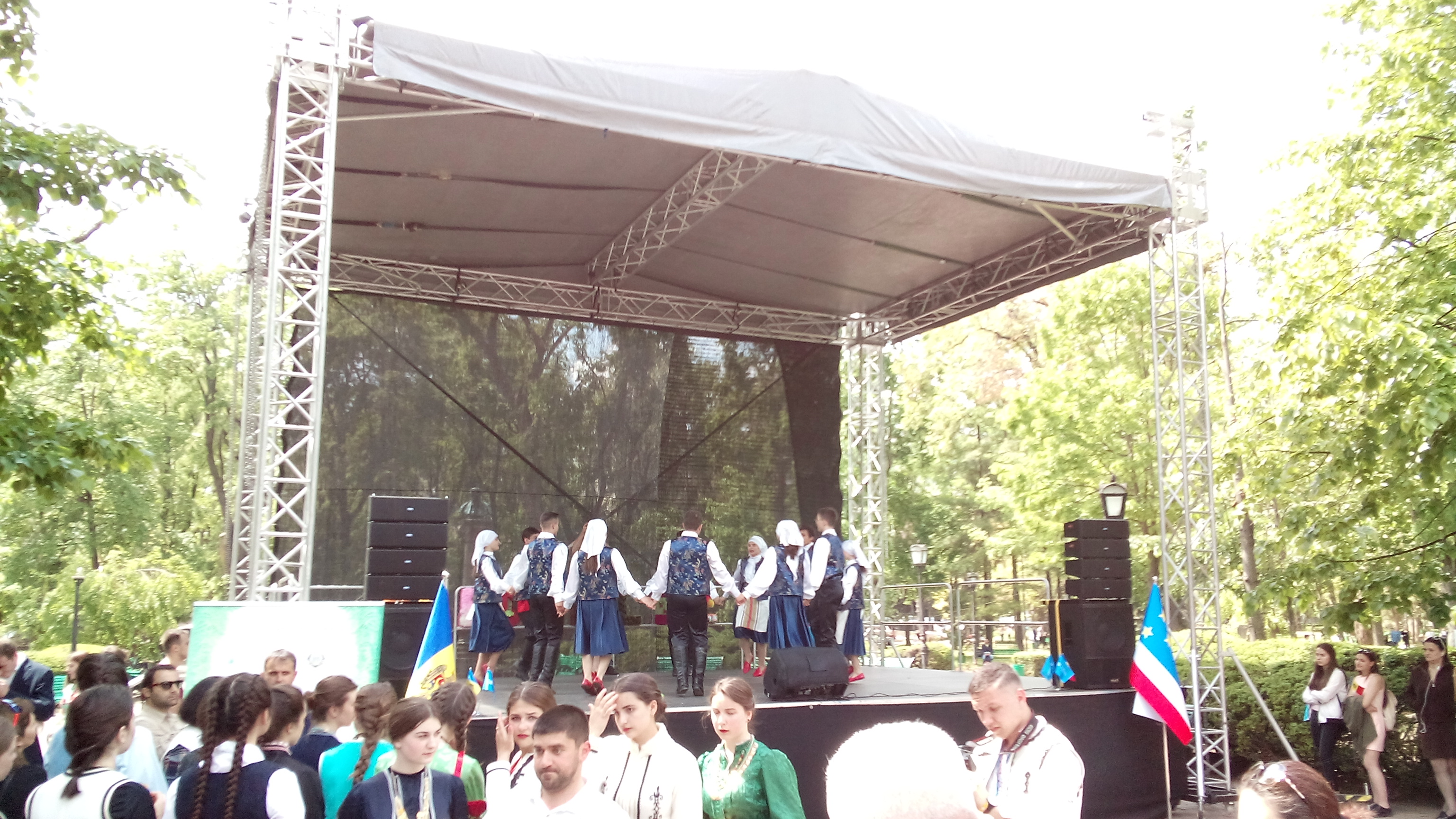
Gagaúzos celebrando Hidrellez en Chisináu (mayo 2017)

El alimento básico de la cocina gagaúza es el grano, en muchas variedades. Una serie de festividades y rituales familiares estaban relacionados con la cocción del pan de trigo, tanto panes con levadura (por ejemplo, kalaches) como tortas sin levadura.
El plato favorito era un pastel en capas relleno con queso de oveja y empapado en crema agria antes de hornear. Otras delicias eran las empanadas de calabaza desmenuzada y las empanadas dulces elaboradas con la primera leche de una vaca recién parida. El plato ritual tradicional llamado kurban combinaba gachas de bulgur con un carnero sacrificado (o sacrificado) y es una prueba más de los orígenes de los gagaúzos tanto en el mundo balcánico como en el complejo estepa-pastoral. Las salsas de carne a la pimienta son especialmente importantes: una combina cebolla y papilla finamente granulada, mientras que otra es a base de tomate. Un vino tinto de la casa se sirve con la cena y la cena. El queso de cabeza es un componente indispensable de las comidas festivas.

### Nombres y apellidos
El nombre gagaúzo consiste en un nombre personal, patronímico y apellido. La forma más reconocible de un nombre generalmente consiste en un nombre de pila y un apellido. Tal sistema se estableció entre los gagaúzos en la segunda mitad del siglo XX. Los nombres personales modernos de Gagaúzia pertenecen a diferentes épocas, pero todos los nombres son cristianos. La mayoría de los nombres son de origen griego, búlgaro y latino. Recientemente, los gagaúzos han tomado cada vez más nombres extranjeros. El nombre del niño o niña se da de dos maneras: el nombre de los abuelos o por el nombre de los padrinos. 
Los apellidos gagaúzos son de origen balcánico; en su mayoría son de los idiomas gagaúzo, búlgaro y griego. Además, los apellidos provienen de profesiones, apodos callejeros y el nombre del padre. Al celebrar un matrimonio civil, la mujer toma el apellido de su cónyuge.
Gagaúzia se caracterizó por el predominio de los matrimonios monoétnicos: de 100 matrimonios encarcelados en 1970, los monoétnicos eran 73, y de 100 matrimonios concluidos en 2003 eran 77. En 2003, hombres gagaúzos de Moldavia se marcaron con las mujeres de su nacionalidad (78%), con menor frecuencia con rumanos (9%), rusos (4%) y ucranianos (3%). Para las mujeres gagaúzas de Moldavia en 2003, estos indicadores ascendieron a respectivamente: 75%, 8%, 5%, 4% y 5%. Para los gagaúzos de Chisináu es característico, por el contrario, principalmente matrimonios mixtos nacionales, que en 2000 representaron el 97% de todos los matrimonios gagaúzos de ambos sexos. Para 2018, disminuyó el número de matrimonios monoétnicos.